# Озтюрк, Алим
Алим Озтюрк (тур. и нидерл. Alim Öztürk; род. 17 ноября 1992, Алкмар, Северная Голландия) — турецкий и нидерландский футболист, защитник клуба «Самсунспор».

## Карьера
Алим Озтюрк родился 17 ноября 1992 года в городе Алкмар в Нидерландах, где и начал свою футбольную карьеру. Свой первый профессиональный дебют в Первом дивизионе Нидерландов он сделал в составе «Камбюра» из Леувардена. Однако, сыграв в этом клубе всего 13 игр за два сезона, подписал контракт с турецким «Трабзонспором», который почти сразу же передал его на правах аренды футбольному клубу «1461 Трабзон». После этого по обоюдному согласию контракт был расторгнут, а летом 2014 года Озтюрк подписывает трехлетний контракт с шотландским «Харт оф Мидлотиан».

## Статистика
| Клуб                  | Сезон            | Лига | Лига | Кубок Лиги | Кубок Лиги | Кубок | Кубок | Европейские турниры | Европейские турниры | Другие | Другие | Всего | Всего |
| Клуб                  | Сезон            | Игры | Голы | Игры       | Голы       | Игры  | Голы  | Игры                | Голы                | Игры   | Голы   | Игры  | Голы  |
| --------------------- | ---------------- | ---- | ---- | ---------- | ---------- | ----- | ----- | ------------------- | ------------------- | ------ | ------ | ----- | ----- |
| Камбюр                | 2011/12          | 5    | 0    | 0          | 0          | 0     | 0     | 0                   | 0                   | 1      | 0      | 6     | 0     |
| Камбюр                | 2012/13          | 8    | 0    | 0          | 0          | 1     | 0     | 0                   | 0                   | 0      | 0      | 9     | 0     |
| 1461 Трабзон (аренда) | 2013/14          | 18   | 2    | 0          | 0          | 0     | 0     | 0                   | 0                   | 0      | 0      | 18    | 2     |
| Харт оф Мидлотиан     | 2014/15          | 14   | 2    | 1          | 0          | 1     | 0     | 0                   | 0                   | 1      | 0      | 17    | 2     |
| Всего за карьеру      | Всего за карьеру | 45   | 4    | 1          | 0          | 1     | 0     | 0                   | 0                   | 1      | 0      | 50    | 4     |